# Xenòcrates d'Afrodísies
Xenòcrates d'Afrodísies (en llatí Xenocrates, en grec antic Ξενοκρὰτης) era un metge grec nascut a Afrodísies a Cilícia que hauria viscut a l'entorn de la meitat del segle i i va ser probablement contemporani d'Andròmac el jove.
Galè diu que va viure dues generacions abans que la seva. Va escriure alguns llibres de farmàcia i Galè el critica perquè confeccionava remeis amb substàncies inadequades com orina, cervells humans, excrements, etc. Una de les seves obra es titulà Περὶ τῆς ἀπὸ τῶν Ζώων Ὠφελείας, De Utilitate ex Animalibus Percipienda. Galè, Climent Alexandrí, Artemidor, Plini, Oribasi, Aeci i Alexandre de Tral·les el citen en diverses ocasions. De les seves obres Oribasi va conservar l'assaig Περὶ τῆς ἀπὸ τῶν Ἐνύδρων Τροφῆς De Alimento ex Aquatilibus, un interessant registre de l'estat de la història natural de l'època en què va viure.